# عبد المنصف محمود
عبد المنصف باشا محمود الشهير بلقب شرلوك هولمز مصر (1896 -21 يوليو 1972) هو ضابط شرطة وشاعر وروائي وكاتب مصري.

## نشأته
ولد عبد المنصف في عام 1896 في مدينة الإسكندرية ، أصبح يتيما في سن مبكرة.قامت خالته بتربيته وأتم مرحلة التعليم الابتدائ يحتي التحق بكلية الهندسة. لكنه سرعان ما تركها ليلتحق بمدرسة البوليس والإدارة، حيث نال شهادتها سنة 1920. ليضمن وظيفة في البوليس. ومن مدرسة البوليس الي سكوتلاند يارد..حتي أصبح اسطورة البوليس المصري خلال العشرينيات.. تزوج السيدة سعاد هانم علي عبد الحميد صبحي العروسي حفيدة الشيخ مصطفى العروسي، شيخ الازهر في عصر الخديوي توفيق.

## المناصب
التحق بالمباحث وعمل ضابطا في بعض محافظات مصر في الفترة من 1921 إلى 1930، ثم انتقل الي خفر السواحل..و هنا أصبح مسؤلا عن الحدود والبحيرات والمصايد فقام بدراسة شاملة لكل هذة البحيرات دراسة تاريخية وجغرافية وجيولوجية كاملة...أصبحت المرجع الوحيد في هذا المجال حينها. 
.كما عهد اليه ملك مصر بمرافقة اميرات الاسرة المالكة بأوروبا..و يكون هو المسؤل عن تامينهم....كما انة كلف بمنصب محافظ الصحراء الغربية (مرسي مطروح الآن) عقب الحرب العالمية الثانية في مرحلة حرجة جدا وكان قد حصل على لقب باشا 
...
و بعد حريق القاهرة وانهيار النظام وقتها لجأ لة النظام المتهالك ليصبح مدير الأمن العام لكنة رفض لانة (وهو الذي اشترك في ثورة 1919) ان يقوم بمحاكمة الضباط، فتم تعينة وكيلا لوزارة الداخلية في وقت كان وزير الداخلية مدني سياسي وللوزارة وكيل واحد (مختلف عن الآن) وبعد قيام ثورة 23 يوليو 
 تم رد اعتبارة وتعيينة وكيلا لوزارة المواصلات..
كان عضوًا بجماعة نشر الثقافة بالإسكندرية، ثم رئيسًا لها عام 1946، ونال عضوية جمعية المؤلفين.
ترأس النادي الاوليمبي المصري في الفترة من 1947 لسنة 1953 
حصل على وسام النجمة العسكرية المصرية عام 1948، كما حصل على عدة أوسمة وشهادات تقدير، نظرًا لمواقفه الشجاعة أثناء مدة خدمته الطويلة، وخاصة لما
قدمه من مساعدات لفرق الكوماندس المصرية أثناء حرب فلسطين عام 1948 .

## علاقته بالادب
و صاحب المغامرات العديدة التي وصفها في كتبة (اغرب ما صادف ضابط بوليس) (مع المغامرين والمجرمين) و (30 عام في كفاح الجريمة) التي لم يستخدم فيها السلاح أو التهديد لكن فقط ذكاءة وحسن تقديرة للامور...
.كما شمل نشاطة الأدبي مجموعة كبيرة من القصائد المشهور منها أغنية جميلة غناها الموسيقار محمد عبد الوهاب في تحية علم مصر الأخضر (مين زيك عندي يا خضرة) 
كما كتب سيرة تاريخية لمحمد علي باشا وسيرة اخري للقائد إبراهيم الفاتح....و كتب أيضا كتابين عن الخطر الصهيوني (بروتوكولات حكماء صهيون) و (اليهود والجريمة)...و ترجم عدة كتب مع صديقة خيرت الغندور..
.وهناك كتب أيضا عن تاريخ البريد كتاب (من هدهد سليمان الي طابع البريد) كما كتب قصة فيلم (جريمة في الحي الهادئ) ..

## الإنتاج الشعري
- نُشرت بعض قصائده في كتاب «ديوان الإسكندرية» - 1935، كما أورد له محمود عيسى في كتابه «شعراء وأدباء في جيش الفاروق» عددًا من القصائد - 1947، ونشرت له صحيفة الأهرام والبلاغ والسياسة - عددًا من القصائد:
- لذة الحرمان [8]
- ذكرى
- في الخيال
- تاب قلبي
- أنا وآدم [9]

## أعمال أخرى
- له عدد من المؤلفات والترجمات عن الإنجليزية، يدور معظمها حول اهتماماته الشرطية، والعسكرية، في بعضها جوانب من سيرة حياته، مثل كتاب: «خير سني العمر»، وكتاب «30 عامًا في كفاح الجريمة»، وغيرهما.
شاعر وجداني. يسير على نهج أسلافه في الحديث عن المرأة: فهي «ليلى معذبة قيس». وما بين الصد والوصال تتحدد علاقته بالمحبوبة. له شعر تأملي، كما كتب 
الأناشيد الوطنية. لغته طيعة، وخياله نشط. يكتب شعره على الطريقة التقليدية.